# Jack Warden
Jack Warden (Newark, 18 de setembro de 1920 – Nova Iorque, 19 de julho de 2006) foi um ator americano, que realizou diversos trabalhos no cinema e na televisão em uma carreira de cinco décadas. 
Ele foi indicado ao Oscar de Melhor Ator Coadjuvante por Shampoo (1975) e Heaven Can Wait (1978). Ele recebeu uma indicação ao BAFTA por Shampoo e ganhou um Primetime Emmy Award por sua atuação em Brian's Song (1971).

## Vida pessoal
Warden casou-se com a atriz francesa Vanda Dupre em 10 de outubro de 1958. Eles tiveram um filho, Christopher. Embora tenham se separado no final da década de 1970, o casal nunca se divorciou legalmente.
A saúde de Warden piorou em seus últimos anos, o que resultou em sua aposentadoria da atuação no ano de 2000. Ele viveu o resto de sua vida em Manhattan, Nova Iorque, com sua namorada, Marucha Hinds.
Morte
Warden morreu de insuficiência cardíaca e renal em um hospital da cidade de Nova Iorque em 19 de julho de 2006, aos 85 anos.

## Filmografia
- Marinheiros de Água Doce (You're in the Navy Now) (1951)
- Os Homens Rãs (The Frogmen, 1951, não creditado)
- Até à Eternidade (From Here to Eternity) (1953)
- Doze Homens e Uma Sentença (12 Angry Men) (1957)
- Um Homem Tem Três Metros de Altura (Edge of the City) (1957)
- The Bachelor Party (The Bachelor Party) (1957)
- Tubarões do Pacífico (Run Silent, Run Deep) (1958)
- Uma Certa Mulher (That Kind of Woman) (1959)
- O Grito da Fúria (The Sound and the Fury) (1959)
- A Taberna do Irlandês (Donovan's Reef) (1963)
- The Thin Red Line (The Thin Red Line) (1964)
- Blindfold (Blindfold) (1967)
- Bye Bye Braverman (Bye Bye Braverman) (1968)
- Brian's Song (Brian's Song) (1971)
- Quem É Harry Kellerman? (Who Is Harry Kellerman and Why Is He Saying Those Terrible Things About Me?) (1971)
- Amor feito de ódio (1973) (The Man Who Loved Cat Dancing)
- Encontro com a Sorte (The Apprenticeship of Duddy Kravitz) (1974)
- Matanto sem compaixão (br) (1974) (Billy Two Hats)
- Shampoo (Shampoo) (1975)
- Os Homens do Presidente (All the President's Men) (1976)
- O Grande Búfalo Branco (The White Buffalo) (1977)
- O Céu Pode Esperar (Heaven Can Wait (1978)) (1978)
- Morte no Nilo (Death on the Nile) (1978)
- ...E Justiça Para Todos (...And Justice for All) (1979)
- Bem-Vindo, Mr. Chance (Being There) (1979)
- Para Além da Aventura do Poseidon (Beyond the Poseidon Adventure) (1979)
- O Campeão (The Champ) (1979)
- Travões Avariados, Carros Estampados (Used Cars) (1980)
- Os Buracos Estão na Moda (So Fine) (1981)
- O Veridicto (The Veridict) (1982)
- Crackers (Crackers) (1984)
- Setembro (September) (1987)
- A Hora dos Heróis (The Presidio) (1988)
- O Pestinha (Problem Child) (1990)
- Corrupção na Cidade (Everybody Wins) (1990)
- O Regresso do Pestinha (Problem Child 2) (1991)
- Noite na Cidade (Night and the City) (1992)
- Toys - O Fabricante de Sonhos (Toys) (1992)
- Balas Sobre a Broadway (Bullets Over Broadway) (1994)
- A Namorada do Pestinha (Problem Child 3) (1995)
- Poderosa Afrodite (Mighty Aphrodite) (1995)
- Enquanto Dormias (While You Were Sleeping) (1995)
- Coisas Para Fazer em Denver Depois do Morto (Things to Do in Denver When You're Dead) (1995)
- Ed - Um Macaco Muito Louco (Ed) (1996)
- The Island on Bird Street (The Island on Bird Street) (1997)
- Bulworth - Candidato em Perigo (Bulworth) (1998)
- Vingança sob Encomenda (Dirty Work) (1998)
- Os Substitutos (The Replacements) (2000)